# Восіон (Огайо)
Восіон (англ. Wauseon) — місто (англ. city) в США, в окрузі Фултон штату Огайо. Населення — 7568 осіб (2020).

## Географія
Восіон розташований за координатами 41°33′12″ пн. ш. 84°8′24″ зх. д. / 41.55333° пн. ш. 84.14000° зх. д. (41.553445, -84.140135).  За даними Бюро перепису населення США в 2010 році місто мало площу 13,44 км², з яких 13,39 км² — суходіл та 0,06 км² — водойми.

## Демографія
Згідно з переписом 2010 року, у місті мешкали 7332 особи в 2798 домогосподарствах у складі 1939 родин. Густота населення становила 545 осіб/км².  Було 3061 помешкання (228/км²).
Расовий склад населення:
| - 90,3 % — білих - 1,0 % — азіатів - 0,9 % — чорних або афроамериканців - 0,3 % — корінних американців - 5,2 % — осіб інших рас |

До двох чи більше рас належало 2,3 %. Частка іспаномовних становила 14,2 % від усіх жителів.
За віковим діапазоном населення розподілялося таким чином: 28,6 % — особи молодші 18 років, 58,3 % — особи у віці 18—64 років, 13,1 % — особи у віці 65 років та старші. Медіана віку мешканця становила 35,4 року. На 100 осіб жіночої статі у місті припадало 92,1 чоловіків;  на 100 жінок у віці від 18 років та старших — 85,5 чоловіків також старших 18 років.
Середній дохід на одне домашнє господарство  становив 55 774 долари США (медіана — 51 568), а середній дохід на одну сім'ю — 63 164 долари (медіана — 55 439). Медіана доходів становила 45 439 доларів для чоловіків та 31 397 доларів для жінок. За межею бідності перебувало 15,2 % осіб, у тому числі 18,9 % дітей у віці до 18 років та 11,9 % осіб у віці 65 років та старших.
Цивільне працевлаштоване населення становило 3385 осіб. Основні галузі зайнятості: виробництво — 36,2 %, освіта, охорона здоров'я та соціальна допомога — 20,3 %, науковці, спеціалісти, менеджери — 6,7 %, мистецтво, розваги та відпочинок — 6,6 %.